# Salterio de Tomić
El Salterio de Tomić (en búlgaro: псалтир Томичов, Tomichov psaltir) es un salterio iluminado búlgaro del siglo xiv. Producido alrededor de 1360, durante el reinado del zar Iván Alejandro, está considerado una de las obras maestras de la literatura de Tarnovo y la escuela de arte de la época. Contiene 109 miniaturas.
Descubierto en 1901 en Macedonia por el investigador y coleccionista serbio Siman Tomić, cuyo nombre lleva, se exhibe en el Museo Estatal de Historia de Moscú.